# 알렉산드루프군

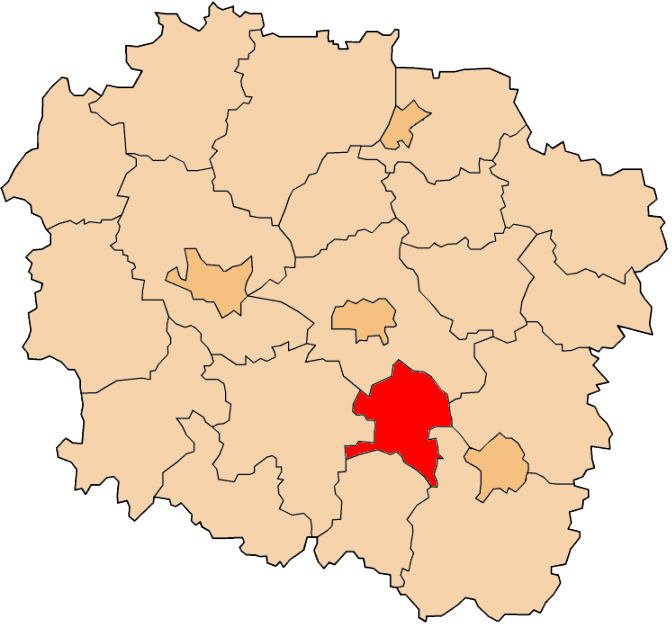
쿠야비포모제주 지도에 표시된 알렉산드루프군의 위치

알렉산드루프군(폴란드어: powiat aleksandrowski)은 폴란드 쿠야비포모제주에 위치한 군으로 군청 소재지는 알렉산드루프쿠야프스키이며 면적은 475.61km2, 인구는 55,150명(2019년 기준), 인구 밀도는 120명/km2이다.
북쪽으로는 토룬군, 동쪽으로는 리프노군, 남동쪽으로는 브워츠와베크군, 남쪽으로는 라지에유프군, 서쪽으로는 이노브로츠와프군과 접한다. 9개 지방 자치체(3개 도시, 6개 농촌)를 관할한다.

군기
군 문장